# 526年
| 千纪： | 1千纪 |
| 世纪： | 5世纪 \| 6世纪 \| 7世纪 |
| 年代： | 490年代 \| 500年代 \| 510年代 \| 520年代 \| 530年代 \| 540年代 \| 550年代                                                                                    |
| 年份： | 521年 \| 522年 \| 523年 \| 524年 \| 525年 \| 526年 \| 527年 \| 528年 \| 529年 \| 530年 \| 531年                                                              |
| 纪年： | 丙午年（马年）；北魏孝昌二年；南朝梁普通七年；高昌甘露二年；莫折念生天建三年；杜洛周真王三年；劉蠡升神嘉二年；鮮于脩禮魯興元年；陳雙熾始建元年；葛荣广安元年 |

## 大事记
- 北魏懷朔鎮（今內蒙古固陽縣西南）的鎮兵鮮于修禮響應杜洛周率眾在定州左人城起義，年號魯興，即北魏末年河北起義。八月，鮮于修禮被元洪業殺害，部將葛榮殺叛將元洪業，接著領導起義部眾

## 逝世
- 狄奧多里克大帝，率領東哥德人佔領亞平寧半島。
- 鮮于修禮，北朝時河北起事領袖。